# Троє на гілці
«Троє на гілці» (англ. Three on a Limb) — короткометражна комедія Чарльза Лемонта 1936 року з Бастером Кітоном в головній ролі.

## Сюжет
Начальник загону бойскаутів відчуває потяг до красивої молодої офіціантки, але м'язистий регулювальник руху транспорту також залицяється до неї — і він не хоче ніякої конкуренції.

## У ролях
- Бастер Кітон — Елмер Бровн
- Лона Андре — Молі
- Гарольд Гудвін — Гомер
- Грант Віттерс — Оскар
- Барбара Бедфорд — Едді
- Джон Інс — батько Молі
- Ферн Емметт — мати Молі